# 木屋平
木屋平（こやだいら）は、徳島県美馬市の大字。2010年10月1日現在の人口は819人、世帯数は399世帯。郵便番号は〒777-0301〜777-0303。

## 地理
美馬市の南部、剣山の北麓に位置し、東は名西郡神山町、南は那賀郡那賀町・三好市、西は1,200mの連山を境に穴吹町古宮・穴吹町口山、北は吉野川市に接する。
東西は12.5km、南北は20.5kmで、剣山に源を発する穴吹川が村の中央を北流し、地形はV字型で平地は少ない。傾斜15度から30度の急坂の山肌に集落が点在している。居住地のの平均標高は450m、林野が95%を占めている。
養蚕・種鶏飼育・梅・ゆずの栽培が行われ、中尾山地区に開発された10haの農地では高冷地野菜のダイコンが200t生産されている。
明仁天皇の即位に伴い1990年（平成2年）11月に行われた大嘗祭では、宮内庁の依頼を受けて、麁服（あらたえ）として織る大麻を育てて納めた。
地域全体は旧美馬郡木屋平村で、2005年（平成17年）に美馬市が誕生したことにより現在の町名となる。

### 山岳

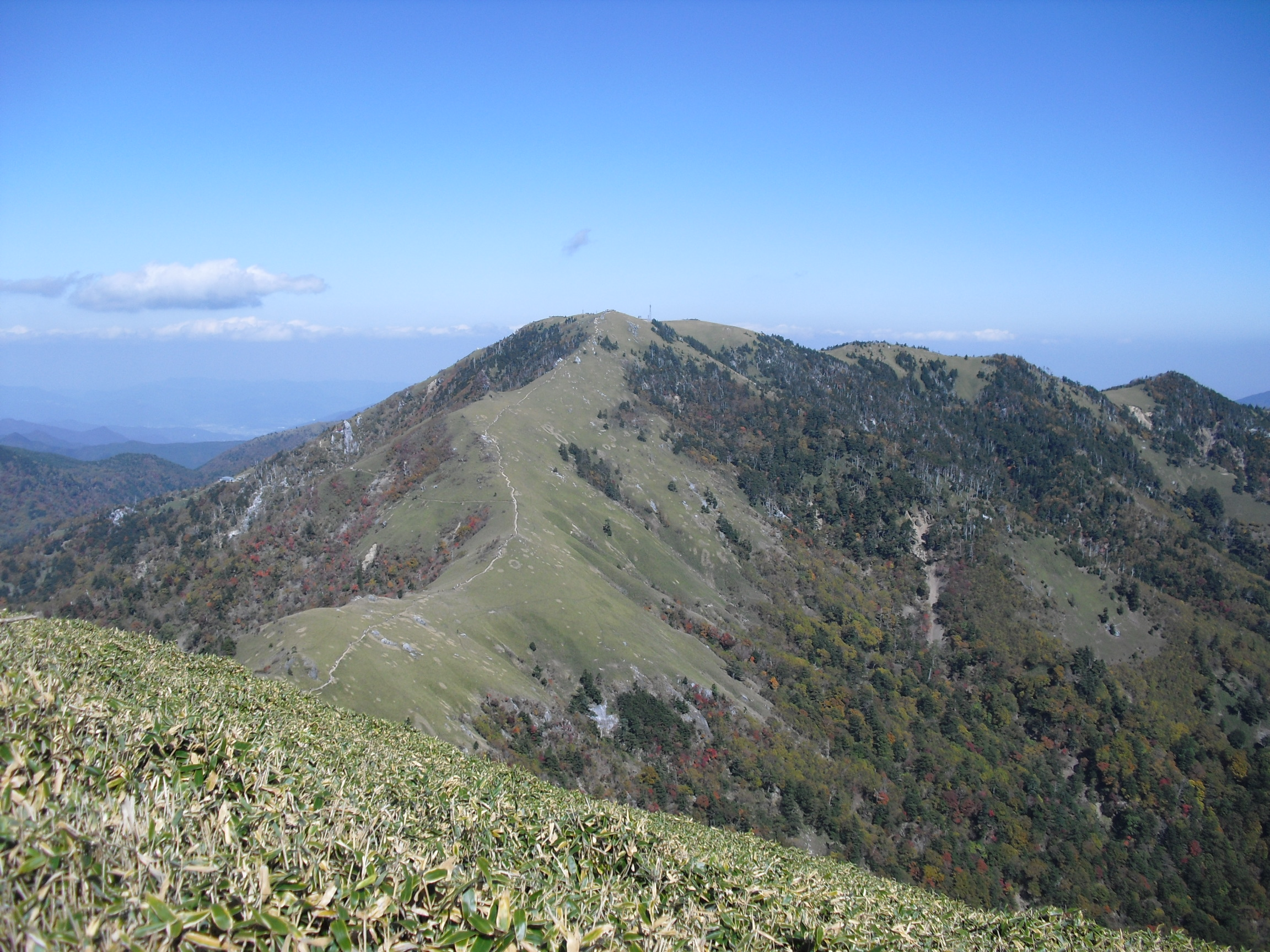
剣山

- 剣山 - 日本百名山・新日本百名山・四国百名山・花の百名山・名水百選選定
- 一ノ森 - 四国百名山選定
- 赤帽子山
- 丸笹山 - 四国百名山・花の百名山選定

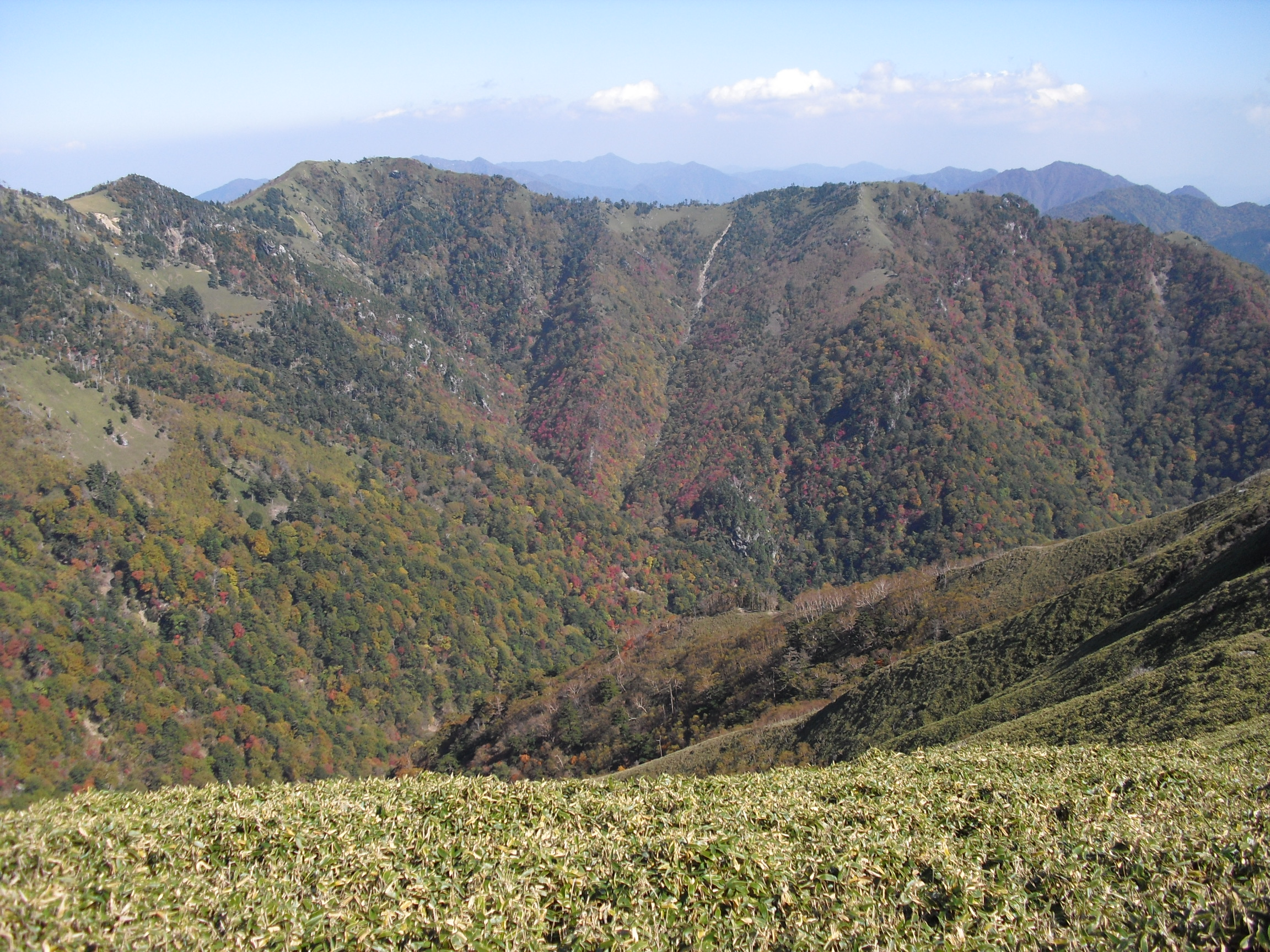
一ノ森
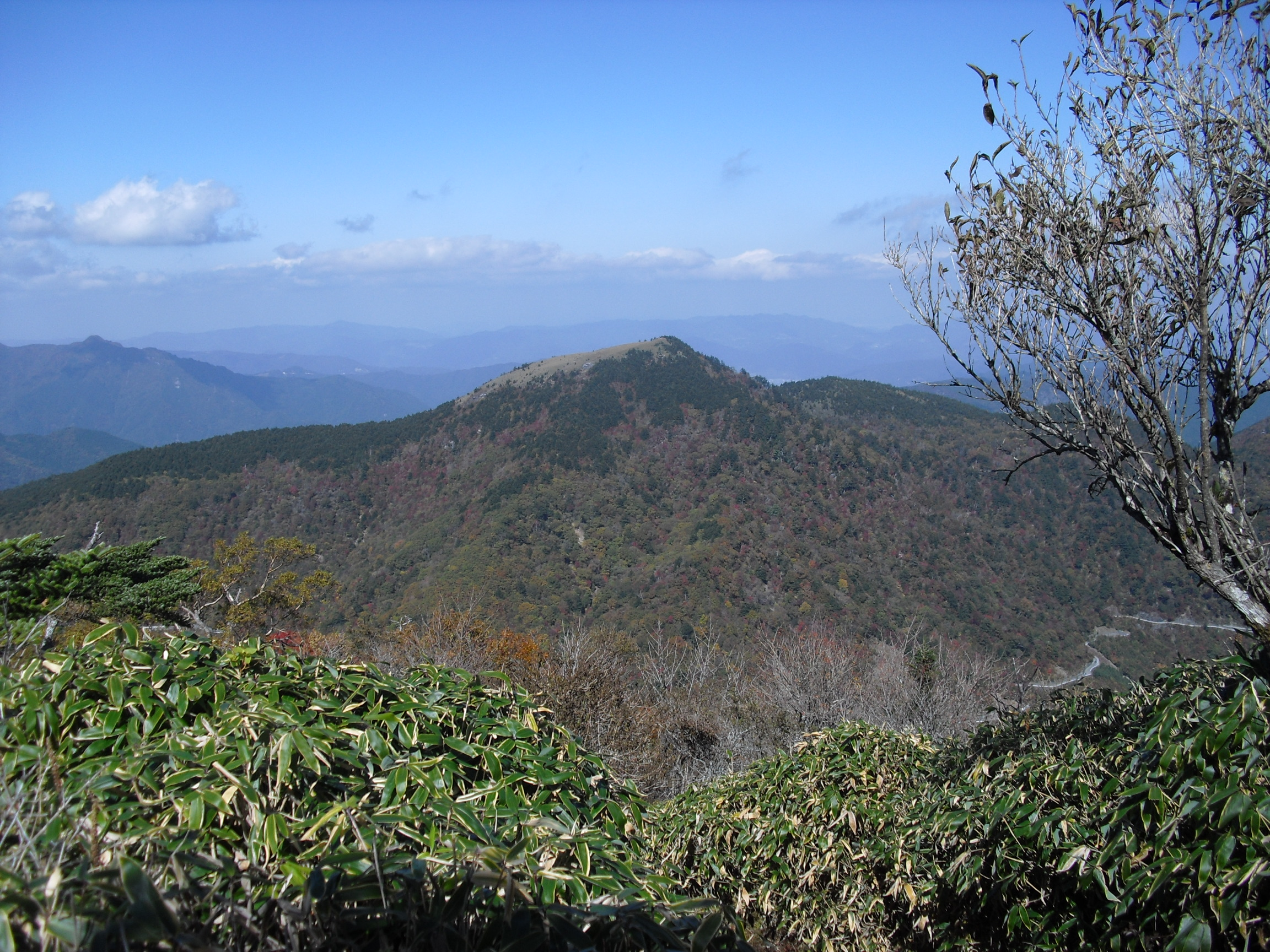
丸笹山
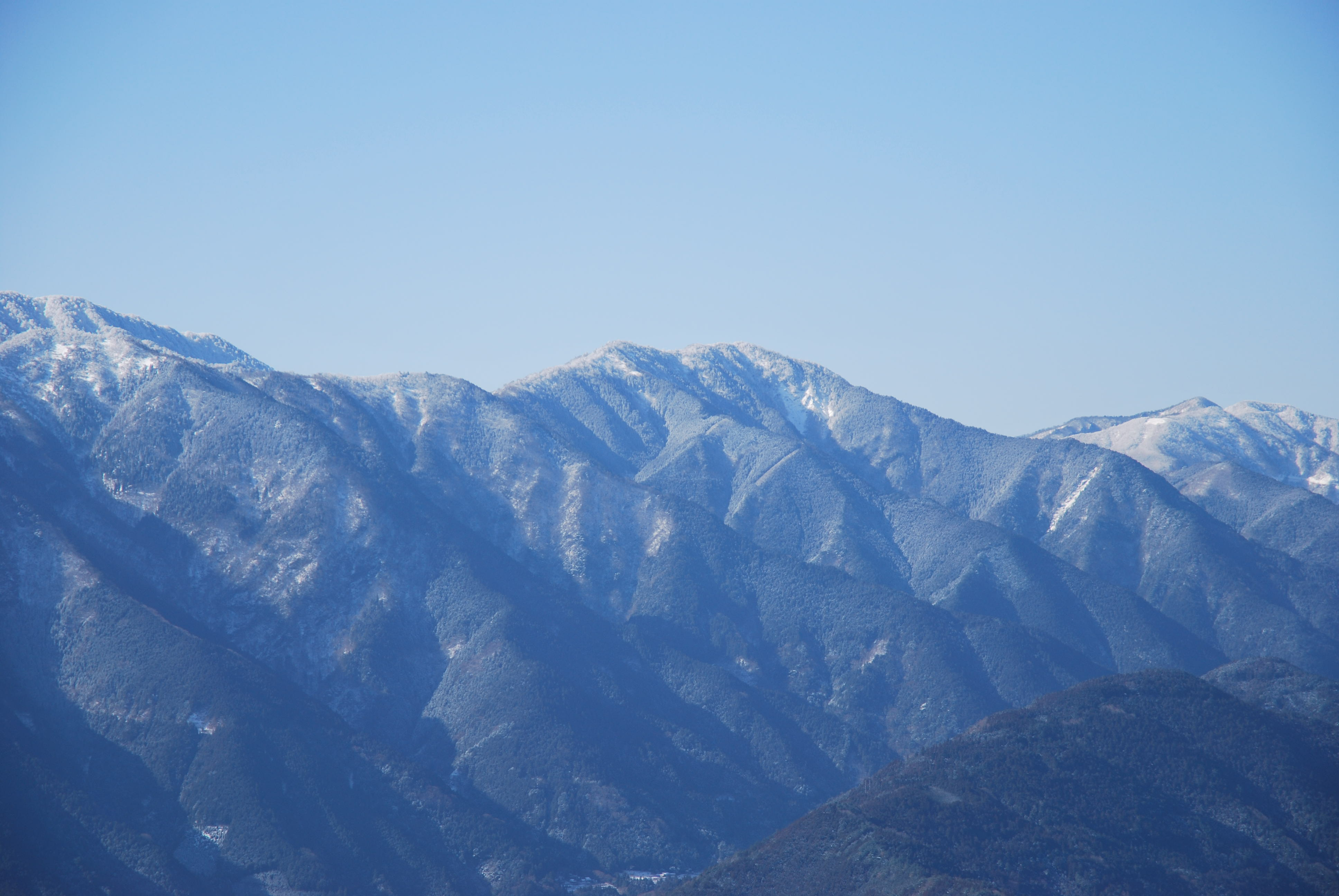
天神丸
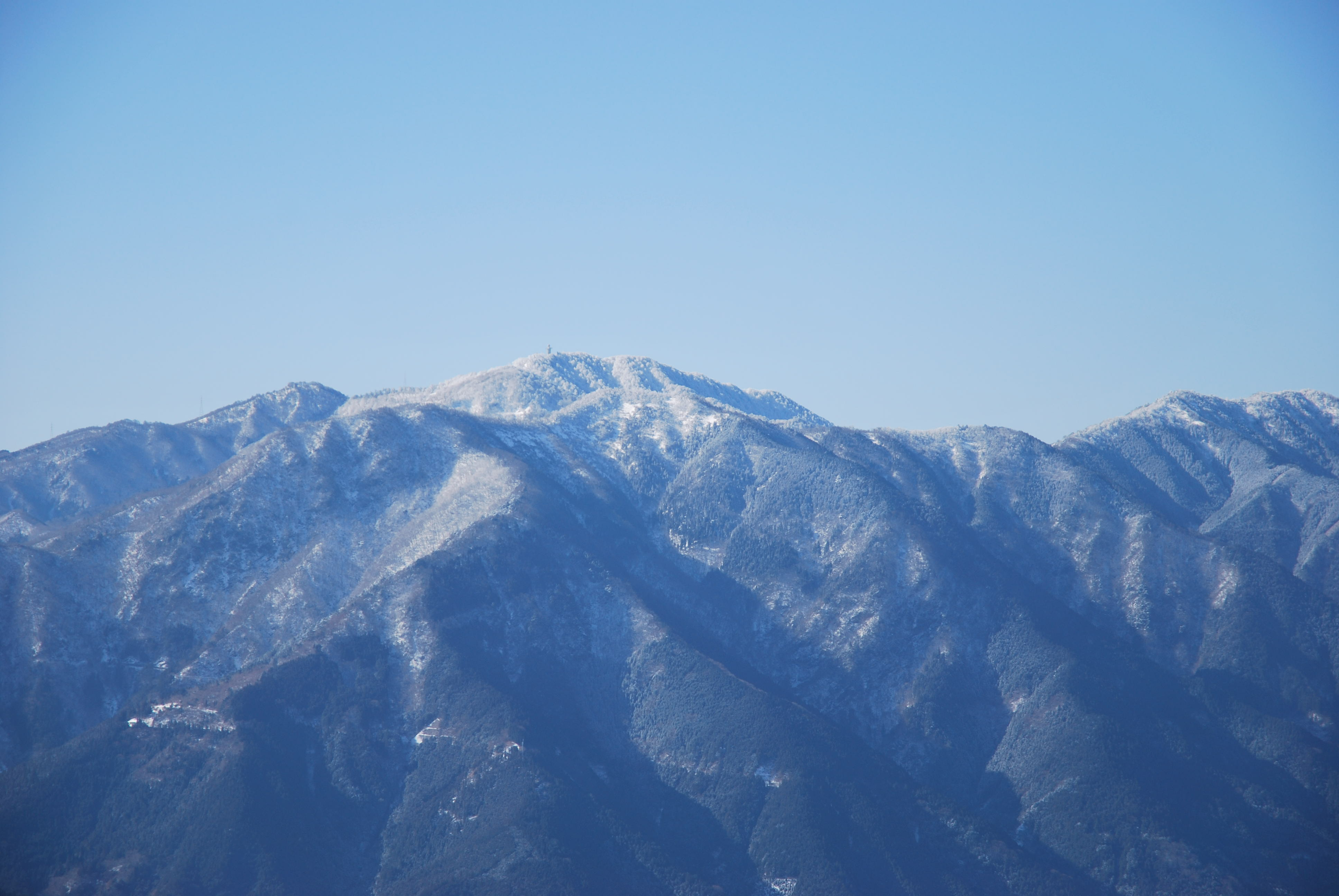
高城山
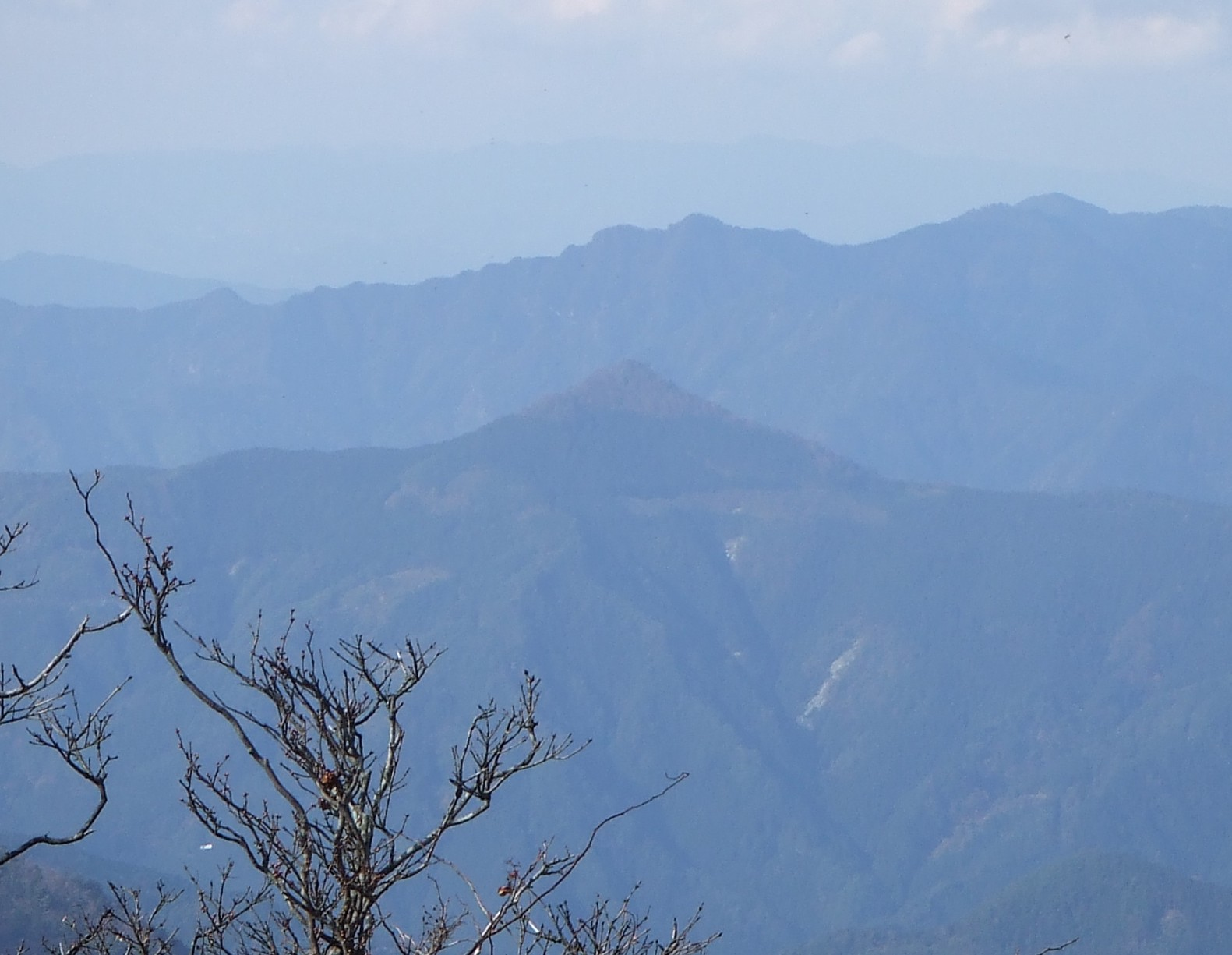
東宮山

- 中尾山
- 綱付山
- 高城山 - 四国百名山選定
- 正善山
- 天行山
- 東宮山 - 四国百名山選定

- 一ノ森
- 丸笹山
- 天神丸
- 高城山
- 東宮山

### 河川
- 穴吹川 - 四国のみずべ八十八カ所・とくしま水紀行50選選定

### 小字

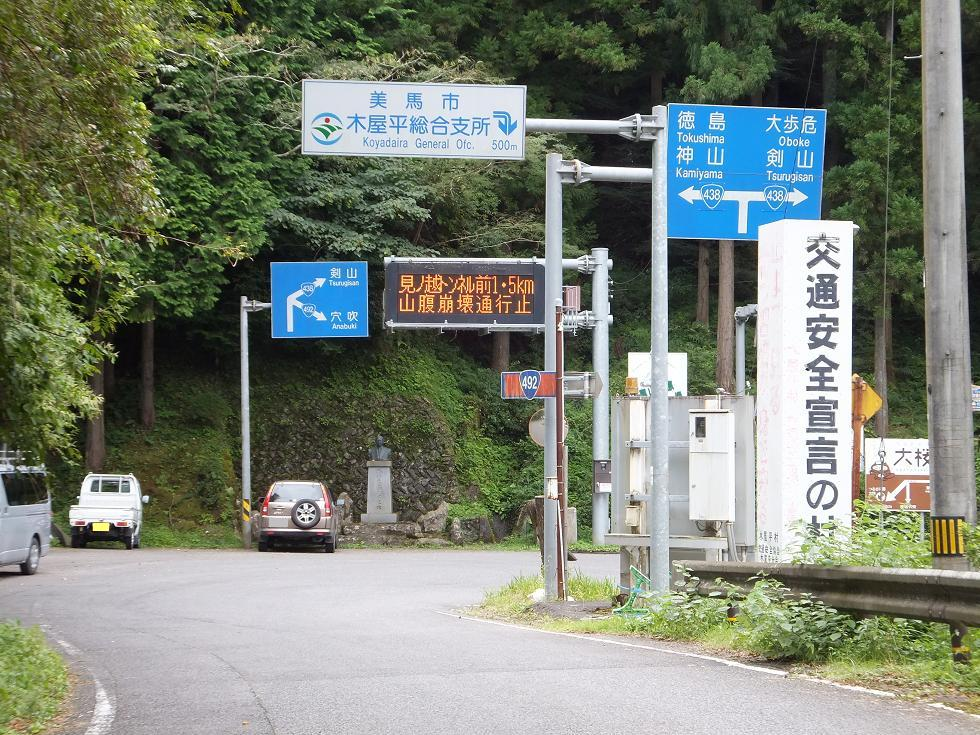
国道492号
美馬市木屋平川井

| - 麻衣 - イゲンギョ - 市初 - 今丸 - 大北 - 尾山 - カゴミ - 樫原 | - 川井 - 川上カケ - 川上 - 木中 - 桐久保 - 桑柄 - ケヤキヒラ - 小日浦 | - 米ノ内 - 地神瀧 - 下名 - 菅藏 - 太合カケ - 太合 - 竹尾 - 谷口カケ | - 谷口 - 櫟木 - 茶原 - 杖谷 - 葛尾 - 西野々脇 - ハヂコノ - 東野々脇 | - ビヤガイチ - 二戸 - 三ツ木 - 貢 - 南張 - 南二戸 - 向樫原 - 宗屋 | - 森遠 - 八幡 - 弓道 |  |

## 歴史
- 2005年（平成17年）3月1日 - 美馬郡木屋平村が穴吹町・美馬町・脇町と合併して美馬市となり、現在の町名となる。

## 施設

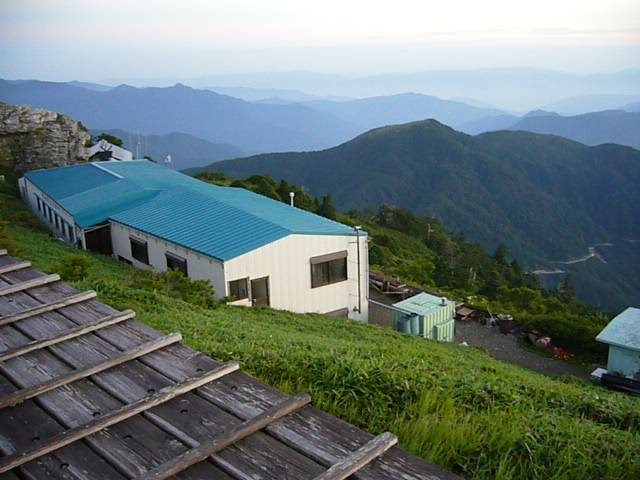
剣山頂上ヒュッテ

- 美馬市立木屋平中学校 - にし阿波お勧めビューポイント100選選定
- 美馬市立木屋平小学校
- 三木家住宅 - 国の重要文化財
- 中尾山高原
- 中尾山高原グラススキー場
- 剣山頂上ヒュッテ
- 剣峡 - にし阿波お勧めビューポイント100選選定
- 新田の滝
- 見ノ越
- 杖立峠
- 川井峠
- 龍光寺
- 森遠城址

かつて存在した施設
- 徳島県立穴吹高等学校木屋平分校
- 木屋平村立三ツ木小学校
- 木屋平村立三ツ木中学校
- 木屋平村立川井小学校
- 木屋平村立川井中学校

## 交通

### 道路
国道
- 国道438号
- 国道439号
- 国道492号

都道府県道
- 徳島県道250号三ツ木宮倉線
- 徳島県道260号中野木屋平線